# Tour d'Oman 2015
El Tour d'Oman 2015 va ser la sisena edició del Tour d'Oman. La cursa es disputà entre el 17 i el 22 de febrer de 2015. Organitzada per l'ASO, formà part l'UCI Àsia Tour, amb una categoria 2.HC.
El vencedor final fou el valencià Rafael Valls (Lampre-Merida), que d'aquesta manera aconseguia la victòria més important de la seva carrera esportiva. Valls va basar el triomf final en la victòria en l'etapa reina, amb final al Jabal Al Akhdhar, en què va aconseguir sorprendre als principals favorits. L'acompanyaren al podi l'estatunidenc Tejay Van Garderen (BMC Racing Team) i l'espanyol Alejandro Valverde (Movistar Team), a nou i dinou segons respectivament de Valls.
Andrea Guardini (Astana Qazaqstan Team), vencedor de la primera etapa, fou el vencedor de la classificació per punts; Louis Meintjes (MTN Qhubeka) de la dels joves, Jef Van Meirhaeghe (Topsport Vlaanderen-Baloise) de la combativitat i el BMC Racing Team dels equips.

## Equips
En aquesta edició del Tour d'Oman hi prenen part 18 equips: 13 equips World Tour i 5 equips continentals professionals.
| Nom de l'equip        | País          | Codi |
| --------------------- | ------------- | ---- |
| Astana Qazaqstan Team | Kazakhstan    | AST  |
| BMC Racing Team       | Estats Units  | BMC  |
| Etixx-Quick Step      | Bèlgica       | EQS  |
| FDJ                   | França        | FDJ  |
| IAM Cycling           | Suïssa        | IAM  |
| Team Katusha          | Rússia        | KAT  |
| Lampre-Merida         | Itàlia        | LAM  |
| Movistar Team         | Espanya       | MOV  |
| Orica-GreenEDGE       | Austràlia     | OGE  |
| Team Giant-Alpecin    | Països Baixos | TGA  |
| Team Sky              | Regne Unit    | SKY  |
| Team Tinkoff-Saxo     | Rússia        | TCS  |
| Trek Factory Racing   | Estats Units  | TFR  |

| Nom de l'equip              | País       | Codi |
| --------------------------- | ---------- | ---- |
| Bardiani Valvole-CSF Inox   | Itàlia     | BAR  |
| Bora-Argon 18               | Alemanya   | BOA  |
| Cofidis                     | França     | COF  |
| MTN Qhubeka                 | Sud-àfrica | MTN  |
| Topsport Vlaanderen-Baloise | Bèlgica    | TSV  |

## Etapes
| Etapa | Data         | Recorregut                                        | Tipus             | Km       | Vencedor                 | Líder                   | Ref.   |
| ----- | ------------ | ------------------------------------------------- | ----------------- | -------- | ------------------------ | ----------------------- | ------ |
| 1     | 17 de febrer | Bayt Al Naman Castle – Al Wutayyah                | Etapa plana       | 161,0 km | Andrea Guardini (ITA)    | Andrea Guardini (ITA)   | [ 6 ]  |
| 2     | 18 de febrer | Al Hazm Castle – Al Bustan                        | Etapa plana       | 195,0 km | Fabian Cancellara (SUI)  | Fabian Cancellara (SUI) | [ 7 ]  |
| 3     | 19 de febrer | Al-Musannah Sports City – Al Mussanah Sports City | Etapa plana       | 158,5 km | Alexander Kristoff (NOR) | Fabian Cancellara (SUI) | [ 8 ]  |
| 4     | 20 de febrer | Sultan Qaboos Grand Mosque – Jabal Al Akhdhar     | Etapa de muntanya | 189,0 km | Rafael Valls (ESP)       | Rafael Valls (ESP)      | [ 9 ]  |
| 5     | 21 de febrer | Al Sawadi Beach – Ministeri d'Habitatge           | Etapa accidentada | 151,5 km | etapa cancel·lada        | Rafael Valls (ESP)      | [ 10 ] |
| 6     | 22 de febrer | Oman Air – Promenade Matrah                       | Etapa plana       | 133,5 km | Matthias Brändle (AUT)   | Rafael Valls (ESP)      | [ 3 ]  |

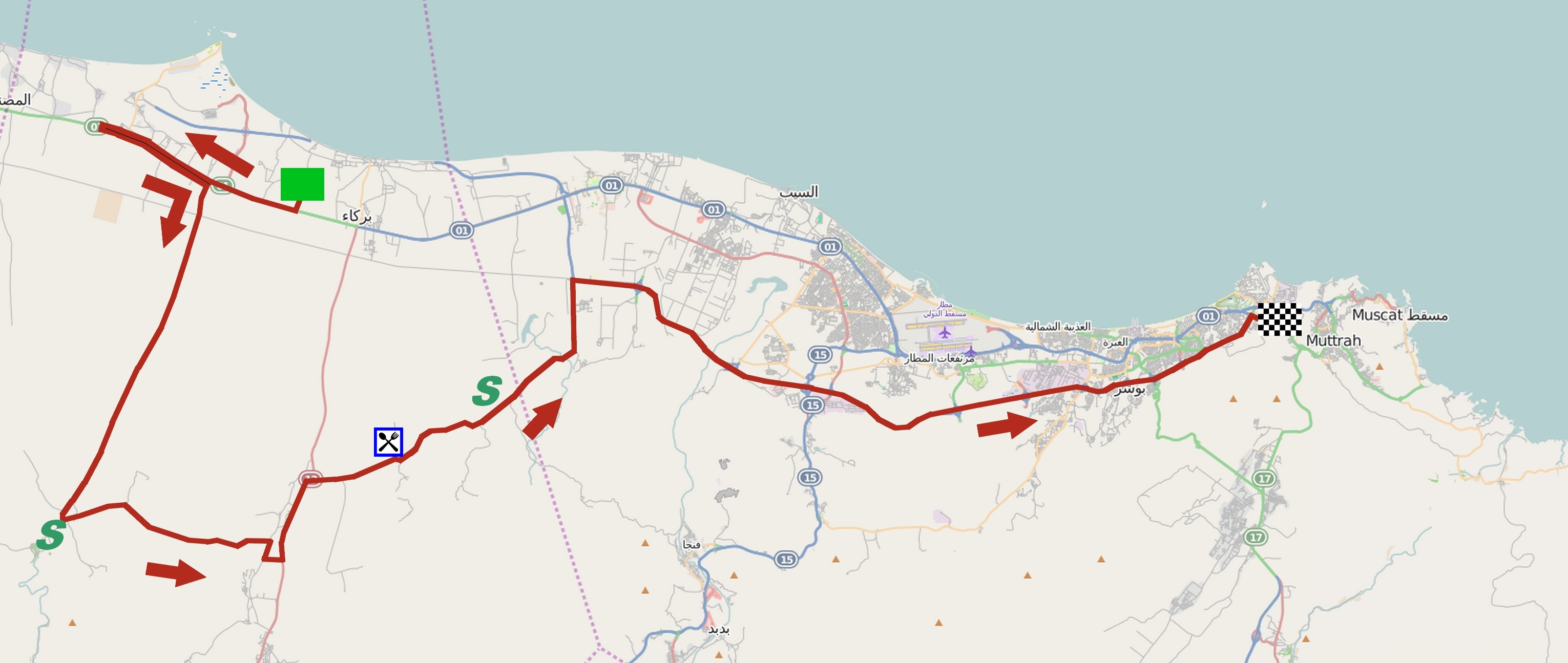
1.
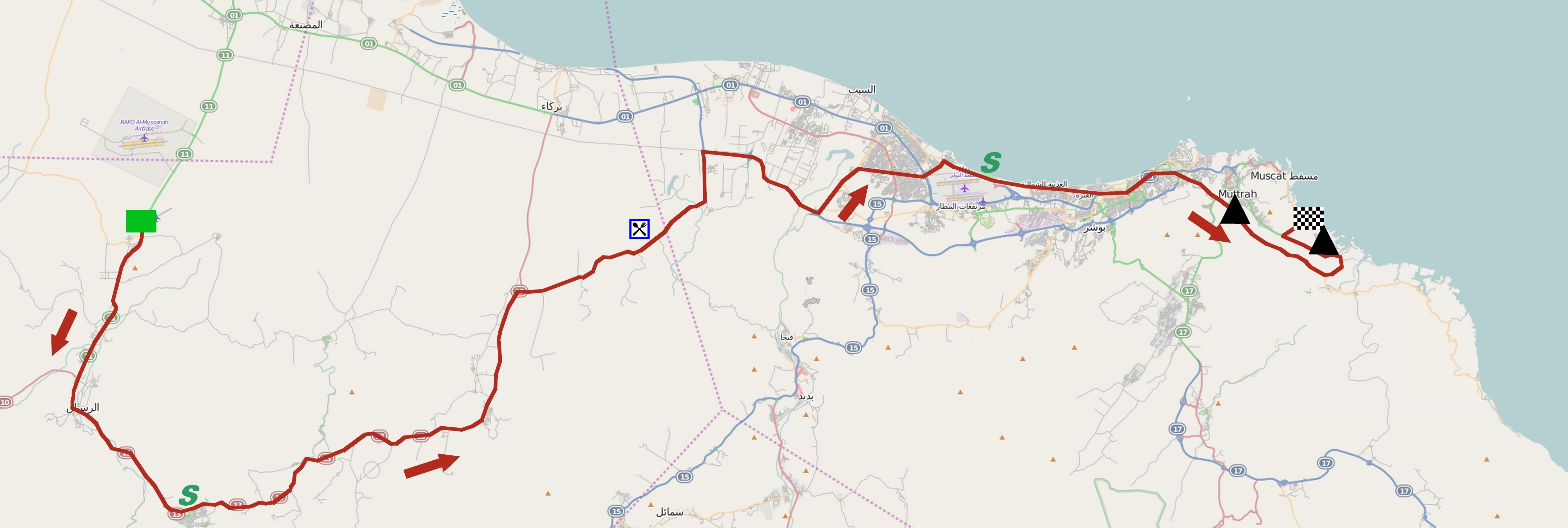
2.
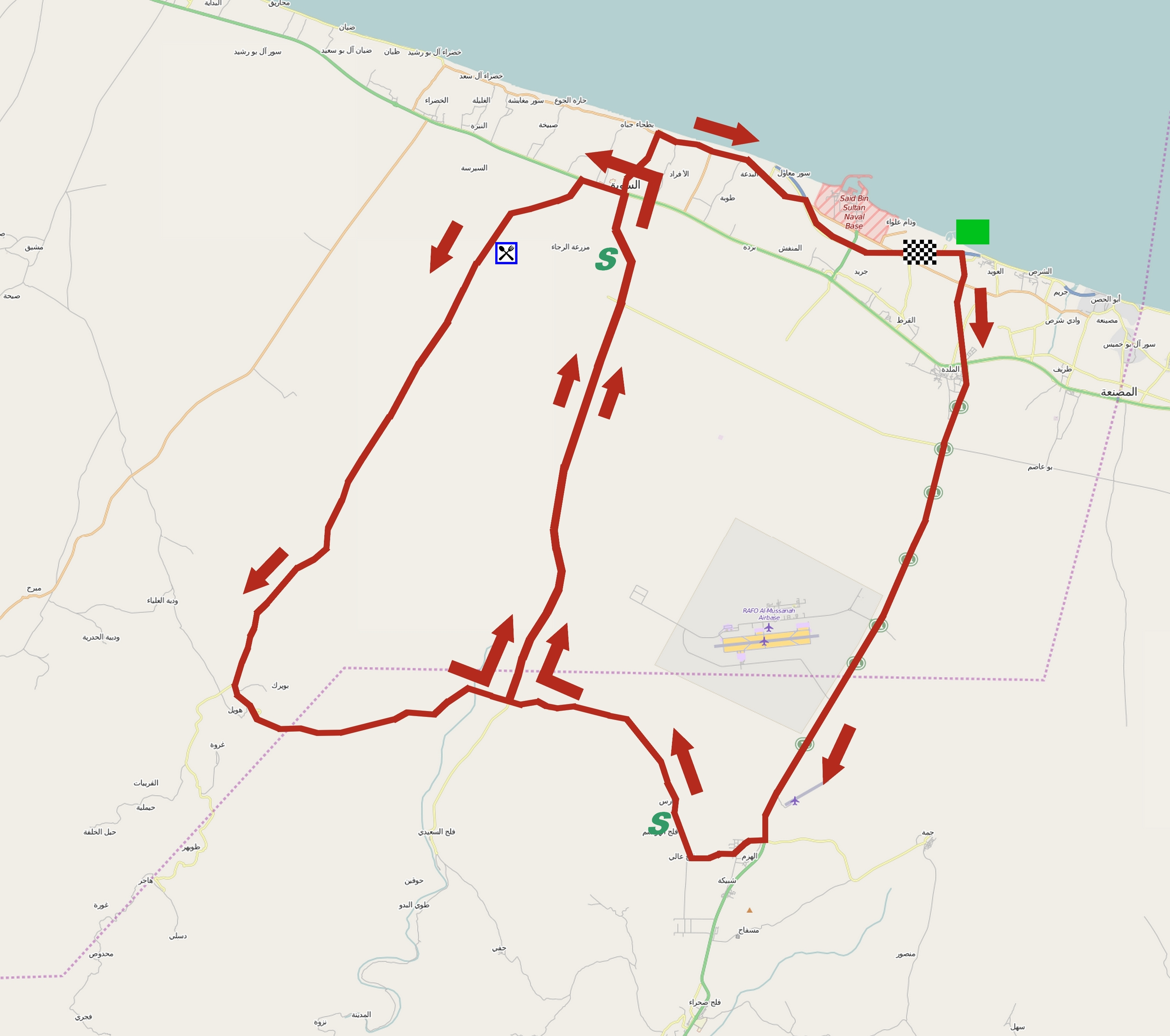
3.
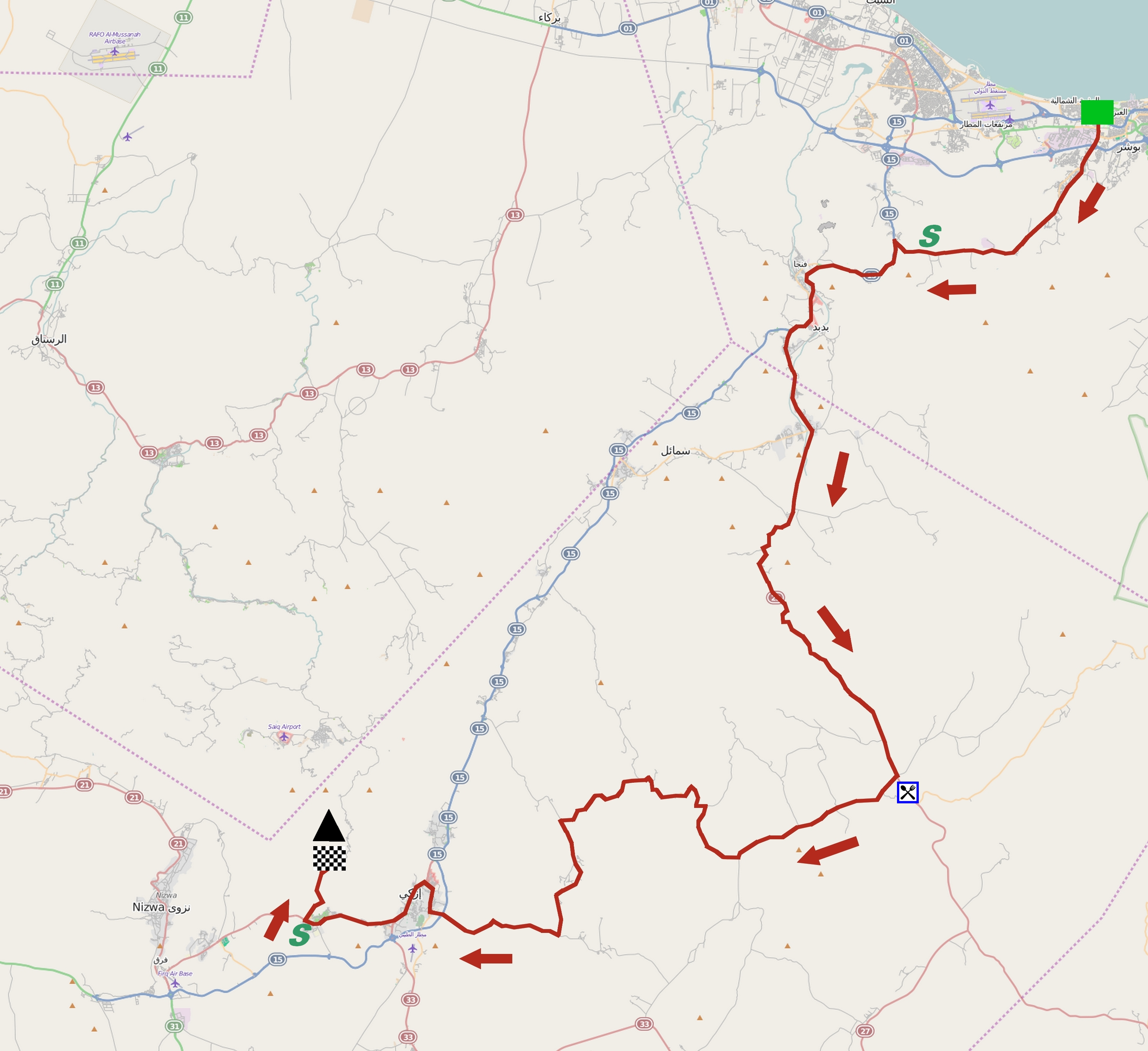
4.
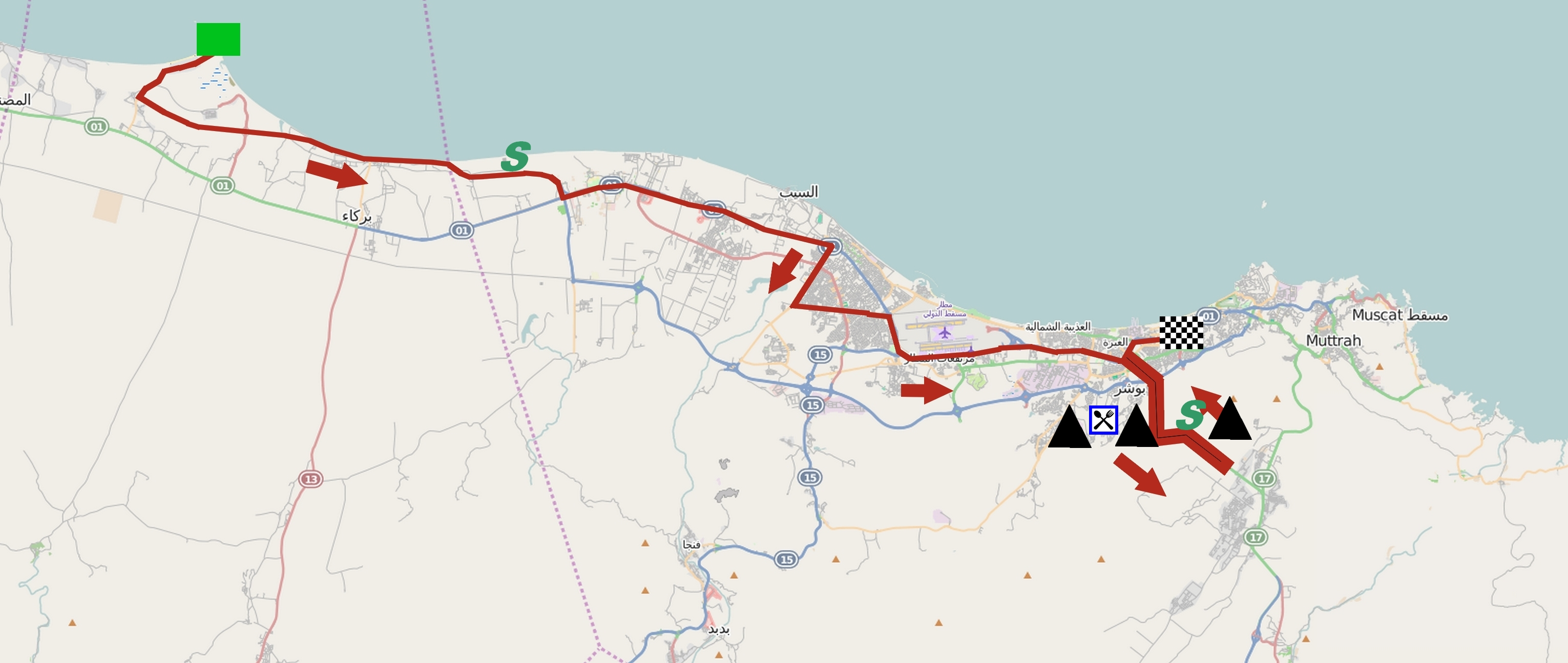
5.
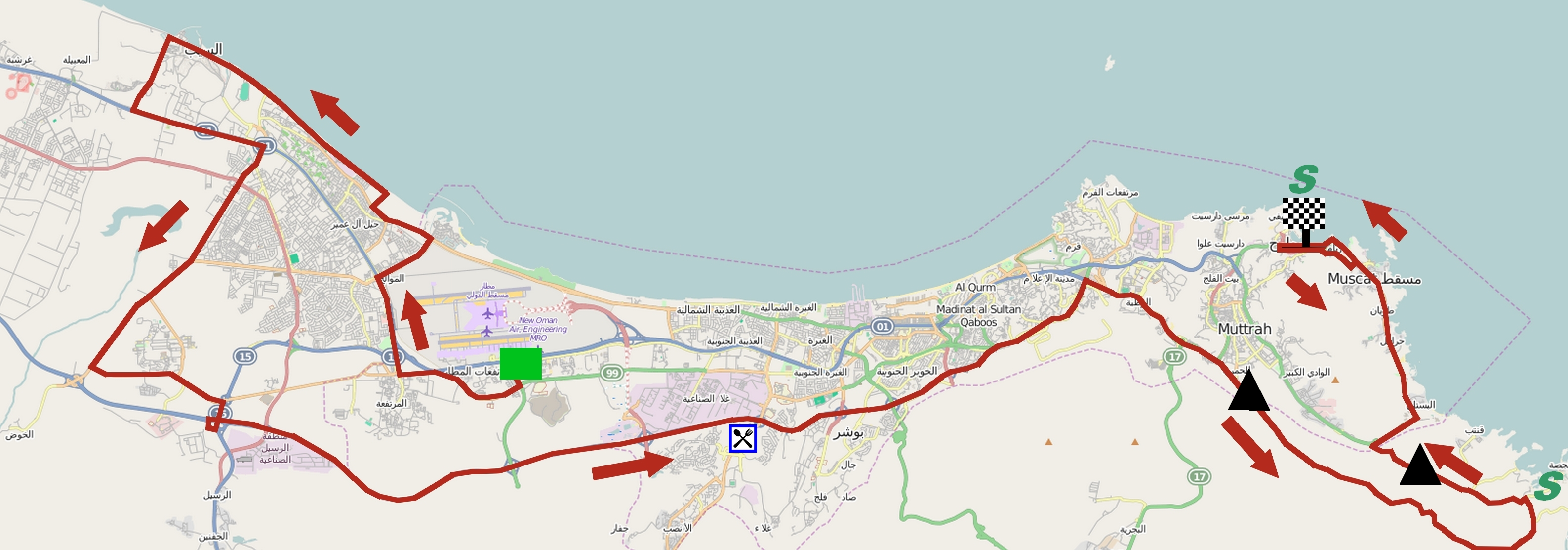
6.

## Classificacions finals

### Classificació general
|    | Ciclista                         | Equip                 | Temps       |
| -- | -------------------------------- | --------------------- | ----------- |
| 1  | Rafael Valls (ESP)               | Lampre-Merida         | 21h 09' 31" |
| 2  | Tejay Van Garderen (USA)         | BMC Racing Team       | + 9"        |
| 3  | Alejandro Valverde (ESP)         | Movistar Team         | + 19"       |
| 4  | Rafał Majka (POL)                | Team Tinkoff-Saxo     | + 32"       |
| 5  | Jacques Janse Van Rensburg (RSA) | MTN Qhubeka           | + 1' 04"    |
| 6  | Louis Meintjes (RSA)             | MTN Qhubeka           | + 1' 08"    |
| 7  | Jakob Fuglsang (DEN)             | Astana Qazaqstan Team | + 1' 10"    |
| 8  | Ben Hermans (BEL)                | BMC Racing Team       | + 1' 15"    |
| 9  | Julián Arredondo (COL)           | Trek Factory Racing   | + 1' 25"    |
| 10 | Patrick Konrad (AUT)             | Bora-Argon 18         | + 1' 36"    |

### Classificacions secundàries
|             | Ciclista                 | Equip                       | Punts |
| ----------- | ------------------------ | --------------------------- | ----- |
| Mallot verd | Andrea Guardini (ITA)    | Lampre-Merida               | 31    |
| 2           | Jef Van Meirhaeghe (BEL) | Topsport Vlaanderen-Baloise | 31    |
| 3           | Alexander Kristoff (NOR) | Team Katusha                | 24    |

|              | Ciclista             | Equip              | Temps       |
| ------------ | -------------------- | ------------------ | ----------- |
| Mallot blanc | Louis Meintjes (RSA) | MTN Qhubeka        | 21h 10' 39" |
| 2            | Patrick Konrad (AUT) | Bora-Argon 18      | + 28"       |
| 3            | Georg Preidler (AUT) | Team Giant-Alpecin | + 2' 45"    |

|                          | Equip             | Temps       |
| ------------------------ | ----------------- | ----------- |
| Classificació per equips | BMC Racing Team   | 63h 33' 29" |
| 2                        | Team Tinkoff-Saxo | + 09"       |
| 3                        | MTN Qhubeka       | + 54"       |

|                     | Ciclista                 | Equip                       | Punts |
| ------------------- | ------------------------ | --------------------------- | ----- |
| Mallot verd-vermell | Jef Van Meirhaeghe (BEL) | Topsport Vlaanderen-Baloise | 27    |
| 2                   | Danny Pate (USA)         | Team Sky                    | 8     |
| 3                   | Gatis Smukulis (LAT)     | Team Katusha                | 6     |

## Evolució de les classificacions
| Etapa | Vencedor           | Classificació general | Classificació per punts | Classificació dels joves | Classificació de la combativitat | Classificació per equips |
| ----- | ------------------ | --------------------- | ----------------------- | ------------------------ | -------------------------------- | ------------------------ |
| 1     | Andrea Guardini    | Andrea Guardini       | Andrea Guardini         | Patrick Konrad           | Patrick Konrad                   | Team Giant-Alpecin       |
| 2     | Fabian Cancellara  | Fabian Cancellara     | Fabian Cancellara       | Patrick Konrad           | Jef Van Meirhaeghe               | BMC Racing Team          |
| 3     | Alexander Kristoff | Fabian Cancellara     | Andrea Guardini         | Patrick Konrad           | Jef Van Meirhaeghe               | BMC Racing Team          |
| 4     | Rafael Valls       | Rafael Valls          | Andrea Guardini         | Louis Meintjes           | Jef Van Meirhaeghe               | BMC Racing Team          |
| 5     | Etapa cancel·lada  | Rafael Valls          | Andrea Guardini         | Louis Meintjes           | Jef Van Meirhaeghe               | BMC Racing Team          |
| 6     | Matthias Brändle   | Rafael Valls          | Andrea Guardini         | Louis Meintjes           | Jef Van Meirhaeghe               | BMC Racing Team          |
| Final | Final              | Rafael Valls          | Andrea Guardini         | Louis Meintjes           | Jef Van Meirhaeghe               | BMC Racing Team          |